# Rubén Garabaya
Rubén Garabaya, né le 15 septembre 1978 à Avilés, est un handballeur espagnol évoluant au poste de pivot. Il est notamment champion du monde en 2005.

## Palmarès

### En équipe nationale
Jeux olympiques
- Médaille de bronze aux Jeux olympiques de 2008 à Pékin,  Chine

 Championnats du monde
- Médaille d'or au Championnat du monde 2005,  Tunisie
- 7e place au Championnat du monde 2007,  Allemagne
- 13e place au Championnat du monde 2009,  Croatie
- Médaille de bronze au Championnat du monde 2011,  Suède

Championnats d'Europe
- 10e place au Championnat d'Europe 2004,  Slovénie
- Médaille d'argent au Championnat d'Europe 2006,  Suisse
- 9e place au Championnat d'Europe 2008,  Norvège
- 6e place au Championnat d'Europe 2010,  Autriche

Autres
- 4e place aux Jeux méditerranéens de 2001 à Tunis
- Médaille d'or aux Jeux méditerranéens de 2005 à Almería

### En club
Compétitions internationales
- Coupe d'Europe des vainqueurs de coupe (1) : 1999

Compétitions nationales
- Coupe du Roi (4) : 1999, 2003, 2009, 2010
- Coupe ASOBAL (1) : 2010
- Supercoupe d'Espagne (2) : 2009, 2010